# Nate Miller
Pour les articles homonymes, voir Miller.
Nate Miller est un boxeur américain né le 3 août 1963 à Philadelphie, Pennsylvanie.

## Carrière
Champion d'Amérique du Nord NABF des lourds-légers en 1989 après sa victoire face à Bert Cooper, il s'incline contre le champion IBF de la catégorie Alfred Cole le 23 juillet 1994 mais devient champion du monde des lourds-légers WBA en battant par KO à la 8e reprise Orlin Norris le 22 juillet 1995. Miller conserve sa ceinture face à Reinaldo Gimenez, Brian LaSpada, James Heath et Alexander Gurov mais perd aux points contre Fabrice Tiozzo le 8 novembre 1997.